# Lugoj
Lugoj (in tedesco Lugosch, in serbo Лугош?, Lugoš, in ungherese Lugos, in turco Logoş) è un municipio della Romania di 45 217 abitanti, ubicato nel distretto di Timiș, nella regione storica del Banato. La città è divisa dal fiume Timiș in due quartieri, quello rumeno sulla riva destra e quello tedesco sulla riva sinistra. È sede dell'eparchia di Lugoj della Chiesa greco-cattolica rumena.

## Storia
Lugoj, edificata in prossimità di un centro abitato di epoca romana, è menzionata per la prima volta nel 1365. Alle soglie dell'età moderna (XV-XVI secolo) era un attivo centro commerciale e un luogo poderosamente fortificato e di grande importanza strategica. Nell'agosto 1849 fu l'ultima sede del governo rivoluzionario ungherese e l'ultimo rifugio di Lajos Kossuth e di parecchi altri capi della Rivoluzione anteriormente alla loro fuga nell'Impero ottomano.
A  Lugoj il 16 luglio 1858 è nata Giulia Pinkus, figlia di Filippo Pinkus e Giuseppina Schwartz, coniugata con Maurizio Markus il 18/04/1944 fu arrestata a Fiume (Fiume). Deportata nel campo di sterminio di Auschwitz, non è sopravvissuta alla Shoah.
In epoca contemporanea, fu la città natale del famoso interprete di Dracula Bela Lugosi. Il vero cognome di Lugosi era Blaskó; il nome d'arte Lugosi è la forma aggettivale di Lugos, il nome ungherese della città.

## Amministrazione

### Gemellaggi
- Szekszárd
- Orléans
- Jena
- Assos-Lecheo
- Nisporeni
- Vršac
- Monopoli